# Chiesa di Santa Margherita a Tosina
La chiesa di Santa Margherita a Tosina è una chiesa nel comune di Pelago, in provincia di Firenze.

## Storia e descrizione
È citata nel 1038 fra le dipendenze della Pieve di San Bartolomeo a Pomino. I Da Quona, patroni della chiesa dal secolo X, cedettero nel 1062 e nel 1186 parte dei loro diritti a favore dei monaci di Camaldoli, diritti accresciuti da una donazione dei signori da Diacceto nel 1207. Prove certe dell'esistenza di un monastero non risalgono a prima del 1466.
La chiesa e il monastero subirono un radicale restauro nel 1680, epoca a cui risale anche il portale d'ingresso della chiesa. L'edificio fu ulteriormente restaurato nel 1916. Appartiene a questa chiesa un trittico di Mariotto di Nardo, datato 1388, raffigurante la Madonna in trono col Bambino e santi.